# Torretta per tricipiti
La torretta è una macchina usata nelle palestre per svolgere diversi esercizi grazie ai cavi di trazione superiori e inferiori, che coinvolgono diversi muscoli del corpo, cioè i pettorali, i bicipiti e i tricipiti. È composta da due torri con cavo superiore e inferiore, dotate di 77 kg di carico massimo ciascuna. Il carico è diviso in 11 dischi da 4,5 kg e 4 dischi da 6,8 kg con agganciamento a perni per scegliere rapidamente il carico. Ha una struttura stabile in acciaio realizzata con tubi quadrati, che consente di avere una buona resistenza, con una copertura a polveri. Le prese dei cavi sono gommate e quindi consentono una buona presa. Ha una dimensione di 257x220x62 cm. La torretta possiede anche una barra di trazione con presa obliqua di 95 cm, una con presa orizzontale di 60 cm e un'altra con presa verticale di 30 cm.

## Tipi di esercizi
Con la torretta è possibile fare molti esercizi per allenare soprattutto i tricipiti, ma anche i pettorali e i bicipiti.

### Distensioni ai cavi
Le distensioni ai cavi (o spinte in basso) vengono fatte utilizzando la torretta con i cavi e servono per allenare la parte laterale e mediale del tricipite. 
Per questo esercizio è necessario usare una corda posizionata nella parte alta della torretta o una barra a forma di V. L'atleta deve posizionarsi davanti all'attrezzo, stando in piedi. Afferrando i lati della corda o i lati della barra deve mantenere durante tutto l'esercizio la contrazione del muscolo, posizionando le mani a circa 10 centimetri di distanza e gli avambracci paralleli al pavimento. Per svolgere in modo giusto l'esercizio deve mantenere la larghezza degli avambracci quanto quella delle spalle e piegare leggermente le ginocchia. Tenere i gomiti vicini al corpo e i polsi dritti. Deve spingere la barra o la corda verso il basso, cioè il più possibile verso le gambe non muovendo le braccia, e ritornare poi alla posizione di partenza utilizzando lo stesso movimento. È importante per lo sportivo tenere sempre le braccia vicino al corpo e soprattutto non spostare i gomiti e il tronco, stare sempre in piedi dritto. L'inspirazione deve avvenire quando si muovono le braccia verso l'alto.
Questo esercizio serve per migliorare la parte esterna del tricipite.

### Curl ai cavi con presa inversa
Questo esercizio serve per stimolare il muscolo della parte esterna del braccio, tra bicipite e tricipite e va effettuato utilizzando la curl bar attaccato nella parte bassa della torretta. Quindi posizionarsi in piedi davanti all'attrezzo e prendere il curl frontalmente con una presa inversa, cioè con i palmi della mano rivolti verso il basso.
L'esercizio consiste nel sollevare la barra fino al petto muovendo solo l'avambraccio e poi rilasciare molto lentamente la barra

### Estensioni ai cavi
Questo è un esercizio che serve per mettere in isolamento i tricipiti. Utilizzando una panca piana messa vicino alla torretta e dopo aver collegato la barra a V nella parte inferiore, l'atleta deve avere i palmi delle mani verso l'alto e l'avambraccio piegato. Deve mantenere le braccia sempre ferme, parallele tra di loro e verticali rispetto alla panca. Deve ritornare nella posizione di partenza molto lentamente. È importante espirare mentre si spinge e invece inspirare quando l'avambraccio ritorna nella posizione iniziale.

### One arm reverse push-down
Consiste nello stare di fronte alla torretta e afferrare una maniglia con una presa attaccata nella parte alta della macchina e con il braccio messo sopra le spalle. Bisogna inspirare quando si raddrizza il braccio, mentre espirare mentre si completa il movimento.

### Push-down con cavo singolo a presa inversa
Esercizio di isolamento che serve per definire il tricipite. Posizionarsi davanti alla torretta con il busto dritto o poco avanti e le gambe un po' aperte e piegate e prendere la maniglia attaccata alla parte superiore della macchina verso la parte del bicipite con il braccio flesso e il gomito sempre vicino al busto. L'esercizio consiste nel muovere il braccio e distenderlo del tutto verso il basso per poi risalire con il braccio flesso 
muovendo solo l'avambraccio. Bisogna inspirare quando il braccio è flesso e espirare mentre si compie il movimento.

### Estensione dei tricipiti con la corda verso l'alto
Serve per isolare i tricipiti e per svolgere l'esercizio bisogna attaccare una corda nel la parte basse della torretta. Poi bisogna afferrare la corda con entrambe le mani, allungare le braccia con le mani direttamente sopra la testa con i palmi delle mani rivolti l'uno verso l'altro. È importante che i gomiti siano vicini alla testa e le braccia devono essere perpendicolari al pavimento con le nocche rivolte verso l'alto, e questa sarà la posizione di partenza. L'esercizio consiste nell'abbassare lentamente la corda dietro la testa e inspirare durante questo movimento e fermarsi quando i tricipiti sono completamente distesi e poi tornare alla posizione di partenza flettendo i tricipiti quando si espira.